# Stößensee

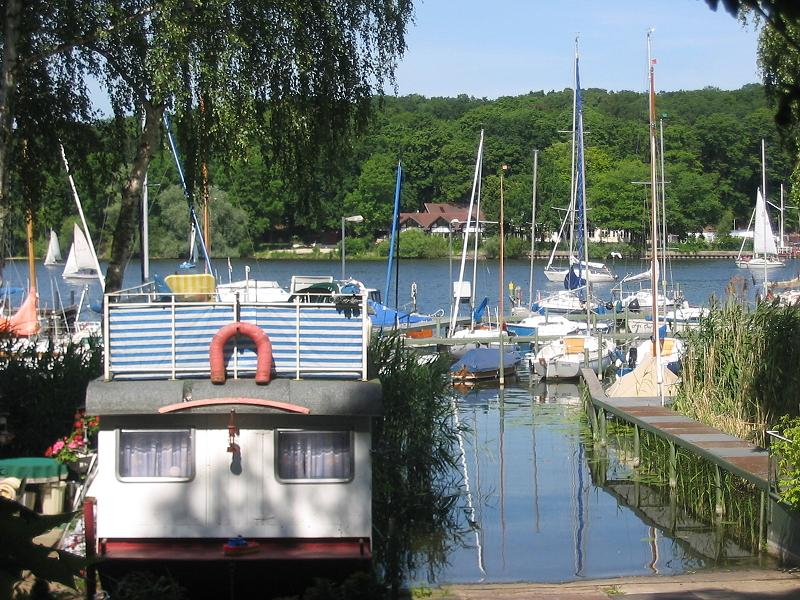
Zuidkant van het meer, met het Klubhaus Siemens-Werder, in 1900 gebouwd als Königgrätzer Gärten

De Stößensee is een meer dat gevormd werd door een uitbochting van de Havel en gelegen in de Berlijnse districten Spandau en Charlottenburg-Wilmersdorf. Het ligt tussen de Pichelswerder en het Grunewaldbos en is ongeveer 350 m breed en 1100 m lang.
Aan de Rupenhorn is de beboste hoge oever tot 350 m hoog. Rond het meer bevinden zich talrijke jacht- en roeiclubs, zeilverenigingen, ontspanningslokalen en hotels. In de 19e eeuw waren het meer en zijn omgeving zeer geliefd bij de bevolking van Spandau en Berlijn.
Bij de bouw van de Heerstraße (Bundesstraße 2/5) werd het meer door een dam in tweeën gedeeld.